# Elaeocarpus dictyophlebius
Elaeocarpus dictyophlebius är en tvåhjärtbladig växtart som beskrevs av Merrill. Elaeocarpus dictyophlebius ingår i släktet Elaeocarpus och familjen Elaeocarpaceae. Inga underarter finns listade i Catalogue of Life.